# Dmitrij Karbyszew

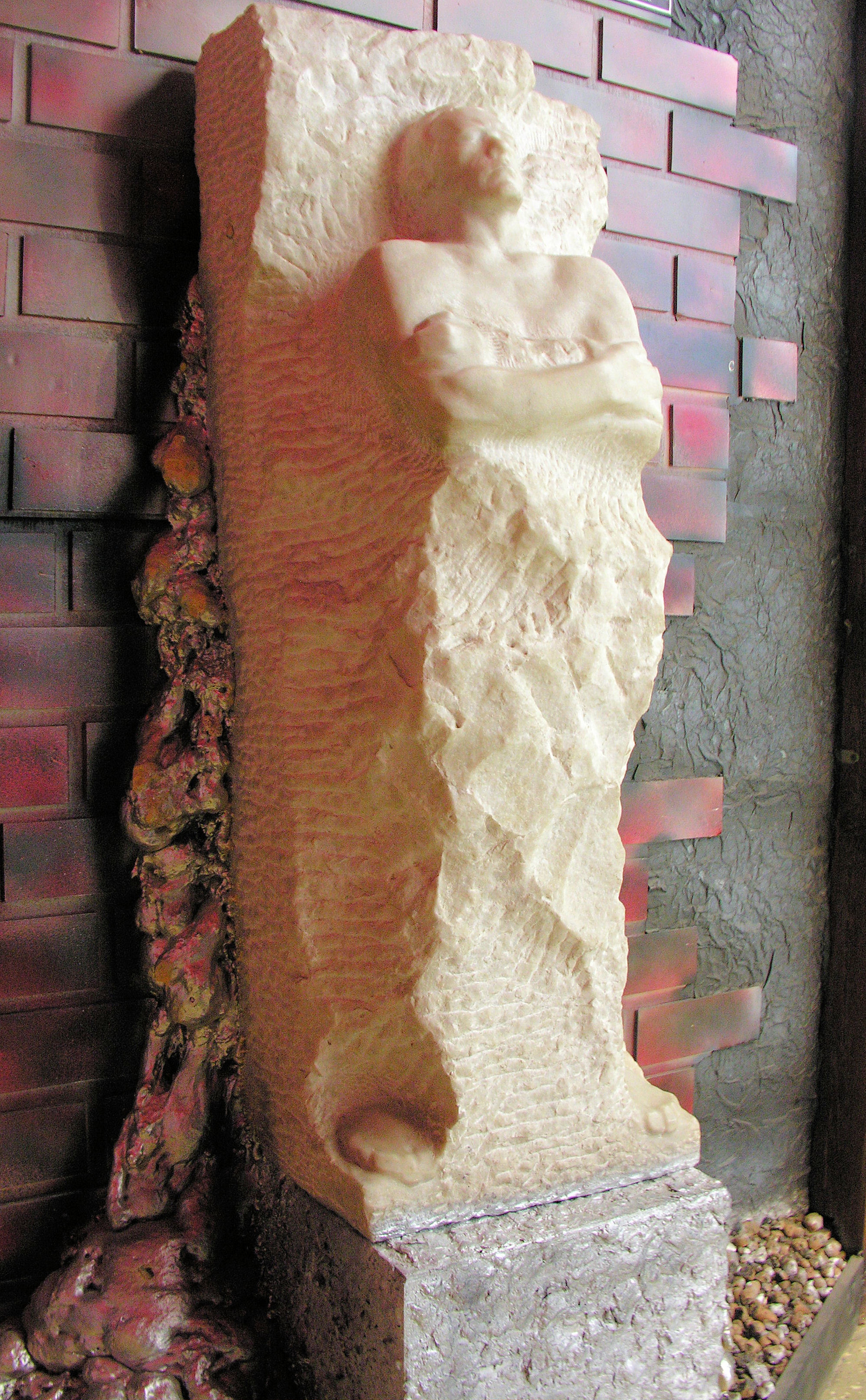
Miniaturowa kopia pomnika Dmitrija Karbyszewa z Mauthausen-Gusen, Centralne Muzeum Sił Zbrojnych w Moskwie

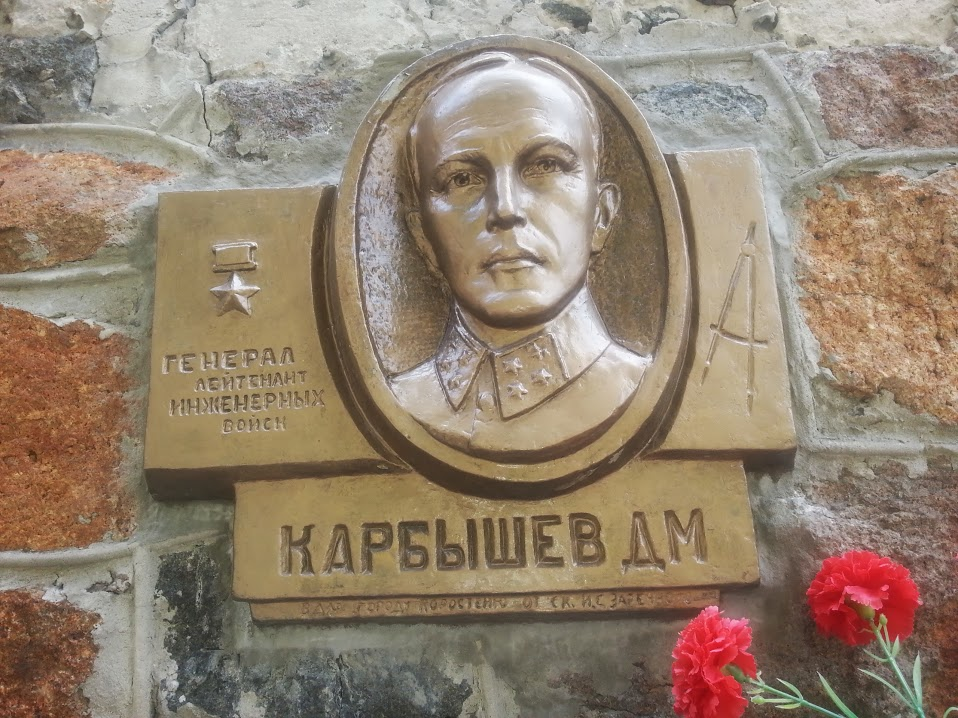
Tablica upamiętniająca Dmitrija Karbyszewa jako budowniczego umocnień Linii Stalina (Korosteń)

Dmitrij Michajłowicz Karbyszew, ros. Дмитрий Михайлович Карбышев (ur. 14 października?/26 października 1880 w Omsku, zm. 18 lutego 1945 w obozie koncentracyjnym Mauthausen-Gusen) – podpułkownik Armii Imperium Rosyjskiego, generał porucznik wojsk inżynieryjnych Armii Czerwonej, profesor, doktor nauk wojskowych, inżynier wojskowy – fortyfikator, Bohater Związku Radzieckiego (1946, pośmiertnie).

## Życiorys

### Dzieciństwo i młodość
Urodził się 26 października 1880 w Omsku w rodzinie pracownika wojska. W 1898 ukończył Syberyjski Korpus Kadetów, następnie w 1900 Nikołajewską Oficerską Szkołę Inżynieryjną oraz w 1911 Nikołajewską Wojskową Akademię Inżynieryjną. Był wykładowcą akademickim, od 1941 profesorem.
Po ukończeniu szkoły oficerskiej był dowódcą drużyny łączności kablowej kompanii w 1 Wschodnio Syberyjskim Batalionie Saperów w Mandżurii. Brał udział w wojnie rosyjsko-japońskiej 1904–1905, walczył w batalionie umocnienia pozycji. Uczestniczył w bitwie pod Mukdenem i pod Wafangou, za walki był wielokrotnie odznaczony orderami i medalami. Wojnę zakończył w stopniu porucznika.
Po wojnie służył we Władywostoku. W 1911, po ukończeniu akademii, w stopniu kapitana sztabowego skierowany do Brześcia jako dowódca kompanii minowania, kierował rozbudową fortów twierdzy Brześć.

### I wojna światowa
W latach 1914–1919 walczył w Karpatach w składzie 8 Armii gen. Aleksieja Brusiłowa Frontu Południowo-Zachodniego, szef saperów 78, a później 69 Dywizji Piechoty, następnie szef wojsk inżynieryjnych 22 Finlandzkiego Korpusu Strzeleckiego. W 1915 uczestnik szturmu na twierdzę Przemyśl, gdzie został ranny. Za odwagę nagrodzony Orderem św. Anny. W 1916 walczył trakcie ofensywy Brusiłowa w Galicji i na Bukowinę. Później służył w Zarządach Wojsk Inżynieryjnych 11. i 8. Armii. Podpułkownik z 1917 (inne źródła podają 1915).

### Wojna domowa w Rosji
W grudniu 1917 wstąpił do Czerwonej Gwardii w Mohylowie Podolskim. Od 1918 w Armii Czerwonej. W czasie wojny domowej 1918–1920 walczył z wojskami Aleksandra Kołczaka i Antona Denikina na północnym Kaukazie. Uczestniczył w rozbudowie rejonów umocnionych. W 1920 szef wojsk inżynieryjnych 5 Armii Frontu Zachodniego. Jesienią 1920 zastępca szefa wojsk inżynieryjnych Frontu Południowego. Kierował budową fortyfikacji przyczółka kachowskiego i zabezpieczeniem inżynieryjnym przy operacji perekopsko-czongarskiej.

### Okres międzywojenny
W latach 1921–1923 służył w sztabie Sił Zbrojnych Ukrainy i Krymu oraz Ukraińskiego Okręgu Wojskowego. W latach 1923–1926 przewodniczący Komitetu Inżynieryjnego Głównego Zarządu Wojsk Inżynieryjnych Robotniczo-Chłopskiej Armii Czerwonej, od 1926 wykładowca w Akademii Wojskowej im. Michaiła Frunzego, w 1929 autor projektu Linii Mołotowa, od 1934 szef katedry inżynieryjnej w Akademii Sztabu Generalnego. W tym czasie opracował podstawy teoretyczne inżynieryjnego zabezpieczenia operacji i użycia wojsk inżynieryjno-saperskich w operacjach. Od 1936 zastępca szefa katedry taktyki wyższych związków operacyjnych w tejże Akademii, w 1938 ukończył Akademię Sztabu Generalnego, mianowany profesorem ASG. Uczestnik wojny radziecko-fińskiej 1939–1940, podczas której opracował zasady wykorzystania wojsk inżynieryjnych do zabezpieczenia pokonania linii Mannerheima. W 1940 mianowany generałem porucznikiem wojsk inżynieryjnych. W 1941 obronił pracę doktorską.

### Atak Niemiec na ZSRR
Na początku wojny niemiecko-sowieckiej w 1941 znajdował się na Froncie Zachodnim w Zachodniej Białorusi w sztabie 3 Armii w Grodnie, później w sztabie 10 Armii. 27 czerwca znalazł się w okrążeniu ze sztabem 10 Armii. 8 sierpnia przy próbie wyjścia z okrążenia został ciężko kontuzjowany w walkach nad Dnieprem i dostał się do niewoli niemieckiej w okolicach wsi Dobrejka w rejonie szkłowskim obwodu mohylewskiego na Białorusi.

### Niewola i śmierć
Był znany przez Niemców jako specjalista fortyfikator. Namawiany do przejścia na stronę niemiecką w ramach sił tzw. Rosyjskiej Armii Wyzwoleńczej gen. Własowa. Nie zgodził się na propozycje, za co był osadzony w obozach koncentracyjnych Zamość, Hammelburg, Flossenbürg, Majdanek, Auschwitz-Birkenau, Sachsenhausen, Mauthausen. W obozach Zamościa, Majdanka i innych, prowadził antyfaszystowską agitację. 18 lutego 1945 Niemcy dali mu ostatnią propozycję przejścia na ich stronę. W wyniku odmowy, z grupą 500 więźniów został rozebrany, postawiony pod pręgierzem i polewany wodą na 12-stopniowym mrozie w obozie koncentracyjnym w Mauthausen, w wyniku czego zmarł.
Miał duże zasługi w wypracowaniu zasad wykorzystania na polu walki zapór inżynieryjnych, minowania i niszczeń oraz forsowania i pokonania przeszkód wodnych. Opublikował ok. 100 prac teoretycznych związanych z inżynieryjnym zabezpieczeniem pola walki. Jego artykuły i podręczniki z zakresu taktyki inżynieryjno-saperskiej były wykorzystywane na polu walki i w szkoleniu kadr wojsk inżynieryjnych.

## Upamiętnienie
Po wojnie wystawiono mu pomniki w Omsku, Mauthausen (przy wejściu do obozu), Tallinnie, Moskwie, Kazaniu, Władywostoku, Samarze. Jego imieniem nazwano szereg szkół i ulic oraz planetoidę (1959) Karbyshev.

## Dzieła
- Inżynieryjne przygotowanie granic ZSRR, wyd. 1924
- Niszczenia i zapory (współautor), wyd. 1931
- Zabezpieczenie inżynieryjne działań bojowych związków taktycznych piechoty, wyd. 1939-40

## Awanse
- podporucznik – 1900
- porucznik – 1905
- sztabskapitan – 1 października 1908
- kapitan – 1911
- podpułkownik – 26 kwietnia 1916
- dywinżynier – 5 grudnia 1935
- komdiw – 22 lutego 1938
- generał porucznik wojsk inżynieryjnych – 4 czerwca 1940

## Odznaczenia

### Związek Radziecki
- Złota Gwiazda Bohatera Związku Radzieckiego – 16 sierpnia 1946 (pośmiertnie)
- Order Lenina – 16 sierpnia 1946 (pośmiertnie)
- Order Czerwonego Sztandaru – 1940
- Order Czerwonej Gwiazdy – 22 lutego 1938
- Medal jubileuszowy „XX lat Robotniczo-Chłopskiej Armii Czerwonej” – 1938

### Imperium Rosyjskie
- Order św. Włodzimierza z mieczami IV klasy – 2 września 1904
- Order Świętej Anny z mieczami II klasy – 13 czerwca 1915
- Order św. Stanisława z mieczami II klasy – 20 lutego 1905
- Order Świętej Anny z mieczami III klasy – 2 stycznia 1905
- Order Świętej Anny IV klasy (nagroda na szablę) – 27 marca 1905
- Order św. Stanisława z mieczami III klasy – 4 listopada 1904
- trzy medale